# Groves julgran
Groves julgran är en 110 fot hög julgran som årligen reses vid The Grove at Farmer's Market i Los Angeles. Den är stadens högsta julgran. 
Ljusen tänds vanligen i mitten av november, och sedan premiären 2002 har det blivit något av en  tradition för Södra Kalifornien. Vid ceremonin medverkar ofta berömda skivartister, och många av dem sjunger julsånger, och fyrverkerier skjuts iväg. Ceremonin sänds årligen direkt i KCBS-TV.